# Мельвиль-Блонкур
Сен-Сюзанн Мельвиль (фр. Sainte Suzanne Melvil, известный как Мельвиль-Блонкур, Melvil-Bloncourt; 23 октября 1825, Пуэнт-а-Питр, Гваделупа — 8 ноября 1880, Париж) — франко-гваделупский афро-карибский аболиционист.

## Биография
Его родители были богатыми мулатами, и начальное образование он получил в Бас-Терре, но продолжил его в Париже, где в 1846 году получил диплом юриста. Вместе с Шарлем Фердинандом Гамбоном учредил Journal des Écoles.
Он посвятил себя борьбе с рабством, написал несколько брошюр об отмене рабства и организовал клуб, который привлёк нескольких видных деятелей, в том числе Виктора Шёльшера. В 1848 году Шёльшер был назначен заместителем министра по делам колоний, и, когда Мельвиль напомнил о его обещаниях, тот добился издания указа об освобождении всех рабов во французских владениях. Освобождённые рабы выразили свою благодарность, избрав Мельвиля своим представителем в Учредительном собрании в 1848 году. Во время революции 1848 года Мельвиль также сотрудничал с газетой Прудона «Le Peuple».
В 1850 году он начал писать обширную энциклопедию, а также статьи для словарей и энциклопедий, таких как «Универсальный словарь» Лашатра, «Словарь Ларусса» и «Словарь коммун Франции», одновременно печатаясь в республиканских газетах. На протяжении всего правления Наполеона III во времена Второй империи Мелвиль много писал о колониях и публиковал биографии чернокожих деятелей Латинской Америки и Карибов. В его публикациях проявляется «гордость за своё африканское происхождение».
В 1865 году он осудил строительство на кладбище Пер-Лашез конной статуи генерала Жака Николя Гобера, офицера на службе генерала Антуана Ришпанса, который навязал восстановление рабства на Гваделупе.
9 апреля 1871 года был избран депутатом от колонии Гваделупа 3322 голосами (5620 избирателей, 29722 зарегистрированных). Он занял место на крайнем левом фланге Национального собрания. Во время Парижской Коммуны он был назначен директором по обязательствам маршевых и артиллерийских батальонов при военном министерстве. После подавления Коммуны Мельвиль-Блонкур продолжил свой мандат депутата.
Однако когда всплыла его коммунарская деятельность, 27 февраля 1874 г. было вынесено разрешение на его судебное преследование за участие в Коммуне. Он бежал от расправы и укрылся в Женеве в Швейцарии до 1880 года. 5 июня он был заочно осуждён военным советом к смертной казни и затем лишён мандата. В Париж он смог вернуться только после всеобщей амнистии и вскоре умер. Похоронен на парижском кладбище Сент-Уэн .
Мельвиль-Блонкур — двоюродный дедушка художника и фотографа Жеральда Блонкура, а также коммуниста-борца Сопротивления Тони Блонкура, казнённого нацистами.